# Havířov
Havířov (polsk: Hawierzów) er en by i det østlige Tjekkiet, med et indbyggertal (pr. 2007) på ca. 83.000. Byen ligger i regionen Mähren-Schlesien, tæt ved grænsen til nabolandet Polen.